# Поант дез Алмади
Поант дез Алмади (фр. Pointe des Almadies) је најзападнија тачка континенталног дела Африке и Сенегала. Налази се на 14°44′ сгш и 17°31′ згд.

## Географија
Поант дез Алмади се налази на Зеленом рту, на обали Атлантског океана. Захавата шири појас главног града Сенегала — Дакара. Прекривен је стенама.